# José María Pérez de Urdininea
José María Pérez de Urdininea (Luribay, atual Departamento de La Paz, 31 de outubro de 1784 — La Paz, 4 de novembro de 1865) foi um político boliviano e presidente de seu país entre 12 de abril de 1828 e 2 de agosto de 1828.